# ماكسيميليانو ميدينا
ماكسيميليانو ميدينا (بالإسبانية: Maximiliano Medina)‏ هو لاعب كرة قدم أرجنتيني في مركز الهجوم، ولد في 18 فبراير 2002 في خوسيه سي. باز في الأرجنتين. لعب مع Club Atlético Fénix ‏.

## وصلات خارجية
- ماكسيميليانو ميدينا على موقع Soccerway.com (الإنجليزية)